# Duarina venustella
Duarina venustella är en stekelart som beskrevs av Alan Parkhurst Dodd 1926. Duarina venustella ingår i släktet Duarina och familjen Scelionidae. Inga underarter finns listade i Catalogue of Life.